# Khaosai Galaxy
Khaosai Galaxy, de son vrai nom Sura Saenkham, né le 15 mai 1959 à Phetchabun, est un boxeur thaïlandais.

## Carrière
Passé professionnel en 1980, il devient champion du monde des poids super-mouches WBA le 21 novembre 1984 après avoir battu par KO au 6e round le dominicain Eusebio Espinal.
Galaxy défend sa ceinture à 19 reprises, la dernière fois contre Armando Castro le 21 décembre 1991. Il met un terme à sa carrière après ce combat et sera élu à l'International Boxing Hall of Fame en 1999.
Après avoir raccroché les gants, il fait l'acteur dans quelques films et séries : il apparaît par exemple à l'écran en 1998 dans le film Crime Kings de Tanit Jitnukul et il y joue un petit rôle de bandit .

## Distinctions
- Commandeur de Ordre de l'Éléphant blanc (Thaïlande, 1991)